# Arthur Hill
Arthur Hill (Melfort, Saskatchewan, 1 d'agost de 1922 − Los Angeles, Califòrnia, Estats Units, 22 d'octubre de 2006) va ser un actor canadenc.

## Biografia
Debuta a Broadway i obté el seu primer èxit en la peça de teatre Qui té por de Virginia Woolf?, per la qual obté un Tony Award.
Sòlid actor de segons papers, treballa en el cinema al costat de Paul Newman en la pel·lícula Harper l'any 1966, de Gregory Peck en The Chairman l'any 1969 i en la pel·lícula de Sam Peckinpah, Els aristòcrates del crim el 1975.
Però, el seu paper més conegut és el del metge Jeremy Stone en la pel·lícula de Robert Wise, The Andromeda Strain.
Fa igualment diverses aparicions en sèries televisades com Alfred Hitchcock Presents, Missió impossible, The Invaders, La Petita Casa en la prada o S'ha escrit un crim.
Mor el 2006 a conseqüència de la malaltia d'Alzheimer.

## Filmografia
Filmografia:
- 1959: Alfred Hitchcock Presents (TV): 1 episodi
- 1960: Alfred Hitchcock Presents (TV): 1 episodi
- 1962: The Untouchables (TV): 1 episodi
- 1963: In the Cool of the Day
- 1963: The Ugly American
- 1966: Mission: Impossible (TV): 1 episodi
- 1966: Harper
- 1967: The Invaders (TV): episodi (The leeches): Warren Donoghan
- 1967: The Fugitive (TV): 1 episodi
- 1968: Petúlia (Petulia)
- 1969: The Chairman
- 1971: Buscant la felicitat (The Pursuit of Happiness) de Robert Mulligan: John Popper, el pare de William
- 1971: The Andromeda Strain
- 1975: Els aristòcrates del crim (Killer Elite)
- 1976: El món del futur (Westworld)
- 1976: La Petita Casa en la prada (TV): 2 episodis
- 1977: Un pont massa llunyà (A Bridge too Far)
- 1979: El campió (The Camp)
- 1979: Una petita història d'amor (A little romance)
- 1981: The Amateur
- 1982: Making love, d'Arthur Hiller: Henry
- 1983: Something wicked comes this way: el narrador
- 1984: S'ha escrit un crim (TV): 4 episodis (de 1984 a 1990)
- 1990: Columbo: 1 episodi  (Columbo: Agenda for Murder) (TV)